# Le Roi Lear (téléfilm, 2007)
Pour les articles homonymes, voir Lear.
Le Roi Lear est un téléfilm français, captation de la pièce de William Shakespeare réalisée par Don Kent à l'Odéon-Théâtre de l'Europe en 2007.

## Fiche technique
- Réalisation : Don Kent
- Pièce : William Shakespeare
- Musique : Pipo Gomes et Philippe Figueira
- Durée : 150 min
- Date de sortie : 19 septembre 2007 en DVD
- Date de télé-diffusion : 20 septembre 2007 sur Arte

## Distribution
- Michel Piccoli : Le roi Lear
- Anne Sée : Goneril
- Lisa Martino : Regane
- Julie-Marie Parmentier : Cordelia
- Gérard Desarthe : Le comte de Kent
- Thierry Bosc : Le duc de Gloucester
- Gérard Watkins : Edmund
- Jérôme Kircher : Edgar
- Gilles Kneusé : Le duc de Cornouailles
- Jean-Paul Farré : Funiculi, le fou
- Nicolas Bonnefoy : Le roi de France
- Lucien Marchal : Oswald
- Arnaud Lechien : Le duc de Bourgogne